# Serbia en los Juegos Paralímpicos de Tokio 2020
Serbia estuvo representada en los Juegos Paralímpicos de Tokio 2020 por un total de veinte deportistas, trece hombres y siete mujeres.

## Medallistas
El equipo paralímpico serbio obtuvo las siguientes medallas:
| Nombre                     | Deporte       | Evento                                           |
| -------------------------- | ------------- | ------------------------------------------------ |
| Oro                        |               |                                                  |
| Dragan Ristić              | Tiro          | Rifle de aire en posición tendida 10 m SH2 mixto |
| Dragan Ristić              | Tiro          | Rifle en posición tendida 50 m SH2 mixto         |
| Plata                      |               |                                                  |
| Željko Dimitrijević        | Atletismo     | Maza F51 masculino                               |
| Laslo Šuranji              | Tiro          | Rifle en tres posiciones 50 m SH1 masculino      |
| Zdravko Savanović          | Tiro          | Rifle en posición tendida 50 m SH2 mixto         |
| Bronce                     |               |                                                  |
| Nada Matić Borislava Perić | Tenis de mesa | Equipo 4-5 femenino                              |